# Oishi Takaya
Takaya Oishi (sinh ngày 7 tháng 7 năm 1972) là một cầu thủ bóng đá người Nhật Bản.

## Sự nghiệp câu lạc bộ
Takaya Oishi đã từng chơi cho Verdy Kawasaki, Sanfrecce Hiroshima, Yokohama FC và Jatco.